# Yurihama
Yurihama (jap. 湯梨浜町 Yurihama-chō) – miasto w Japonii, na wyspie Honsiu, w prefekturze Tottori. Według danych na rok 2020 miejscowość zamieszkiwało 16 055 mieszkańców , a gęstość zaludnienia wyniosła 206 os./km².